# DDR-Meisterschaften im Fechten 1982
Die DDR-Meisterschaften im Fechten wurden 1982 zum 31. Mal ausgetragen und fanden vom 26. bis 27. Juni in der Berliner Dynamo-Halle im Sportforum Hohenschönhausen statt, an denen 188 Fechter teilnahmen. Die Mannschaftstitel wurden in mehreren Runden ermittelt.

## Medaillengewinner

### Einzelmeisterschaften
| Disziplin | Gold                               | Silber                                    | Bronze                                |
| Männer    | Männer                             | Männer                                    | Männer                                |
| --------- | ---------------------------------- | ----------------------------------------- | ------------------------------------- |
| Florett   | Frank Teichmann (SC Motor Jena)    | Klaus Kotzmann (ASK Vorwärts Potsdam)     | Jens Howe (ASK Vorwärts Potsdam)      |
| Degen     | Frank Bader (ASK Vorwärts Potsdam) | Wilfried Fischer (SC Dynamo Berlin)       | Uwe Proske (SC Dynamo Berlin)         |
| Säbel     | Peter Ulbrich (SC Dynamo Berlin)   | Frank Weib (SC Dynamo Berlin)             | Thomas Bartsch (ASK Vorwärts Potsdam) |
| Frauen    |                                    |                                           |                                       |
| Florett   | Mandy Niklaus (SC Dynamo Berlin)   | Elke Gerstenberger (ASK Vorwärts Potsdam) | Petra Faber (ASK Vorwärts Potsdam)    |

### Mannschaftsmeisterschaften
| Disziplin | Gold                 | Silber               | Bronze        |
| Männer    | Männer               | Männer               | Männer        |
| --------- | -------------------- | -------------------- | ------------- |
| Florett   | SC Dynamo Berlin     | ASK Vorwärts Potsdam | SC Motor Jena |
| Degen     | ASK Vorwärts Potsdam | SC Dynamo Berlin     | SC Leipzig    |
| Säbel     | SC Dynamo Berlin     | ASK Vorwärts Potsdam | SC Leipzig    |
| Frauen    |                      |                      |               |
| Florett   | SC Dynamo Berlin     | ASK Vorwärts Potsdam | SC Leipzig    |

## Medaillenspiegel
| Platz | Verein                        | Verein               | Gold | Silber | Bronze | Total |
| ----- | ----------------------------- | -------------------- | ---- | ------ | ------ | ----- |
| 1     | Logo vom SC Dynamo Berlin     | SC Dynamo Berlin     | 5    | 3      | 1      | 09    |
| 2     | Logo vom ASK Vorwärts Potsdam | ASK Vorwärts Potsdam | 2    | 5      | 3      | 10    |
| 3     | Logo vom SC Motor Jena        | SC Motor Jena        | 1    | –      | 1      | 02    |
| 4     | Logo vom SC Leipzig           | SC Leipzig           | –    | –      | 3      | 03    |
|       | Total                         | Total                | 8    | 8      | 8      | 24    |